# Nanuki (Fluss)
Der Fluss Nanuki (jap. 名貫川, Nanuki-gawa)  ist ein Fluss in der Präfektur Miyazaki in Japan. Der Nanuki ist ein schneller Strom mit einer Länge von etwa 20 Kilometern über etwa 1400 Höhenmeter. Er mündet im Osten Kyūshūs in die Philippinensee. Ein Zufluss ist der Yatogi an welchem auch der Yatogi-Wasserfall liegt. Der Nanuki ist dank seiner guten Wasserqualität reich an Süßwasserfischen, Garnelen und Krabben.